# Riu Lo
El riu Lo (en vietnamita, Sông Lô) és el principal afluent del marge esquerre del riu Roig. Igual que aquest, segueix un curs de NO cap a SE, des de la província xinesa de Yunnan fins a contribuir al delta del riu Roig, al Vietnam.
El riu Lo recorre 470 km, 274 d'ells al Vietnam. La seva conca és de 39.000 km2, dels quals 22.600 són al país vietnamita. Té un règim variable segons els monsons. Això afecta a la seva navegabilitat. Desemboca al riu Roig uns quilòmetres abans que aquest arribi a Hanoi.